# Anis Dkhili
Anis Dkhili (ar. أنيس الدخيلي; ur. 18 grudnia 1984) – tunezyjski judoka. Startował w Pucharze Świata w 2006 i 2007. Brązowy medalista igrzysk afrykańskich w 2007, a także mistrzostw Afryki w 2005 i 2006 roku.